# Julia Carta
Julia Casu Masia Porcu, più nota come Julia Carta (Mores, 1561 circa – XVII secolo), è stata un'inquisita e condannata dal Tribunale del Sant'Uffizio della Sardegna. La sua storia processuale, durata un decennio, è tra le più importanti e dettagliate della storia dell'inquisizione spagnola in Sardegna.

## Biografia
Le notizie che ci pervengono su Julia Carta si devono ai dettagliati atti processuali custoditi nell'Archivo Histórico Nacional de España. Nacque a Mores intorno al 1561 da Salvador Casu, muratore, e Giorgia de Ruda Porcu Sini. Dalle informazioni relative al processo, emerge che crebbe in condizioni di povertà e analfabetismo, imparando dalla madre le attività tipicamente femminili di coser, hilar e texer e frequentando la chiesa (era solita oyr misa, confessar y comulgar). Le sue conoscenze di carattere magico le apprese da tre personaggi fondamentali nella sua formazione: Sua nonna materna, Juana Porcu, Thomayna Sanna e una zingara. Da queste 3 donne apprese l'arte di confezionare amuleti (sas pungas), a preparare unguenti curativi e le tecniche magiche diagnostiche, basate sull’osservazione delle fiamme. All’età di 25 anni, si trasferì a Siligo per via del suo matrimonio con il vedovo Costantino Nuvole, da cui ebbe sette gravidanze, ma un solo figlio sopravvissuto, Juan Antonio.
Finì tra le maglie dell'inquisizione a causa di una delazione da parte di una ragazza di Siligo, Barbara De Sogos che, riferì al parroco del paese, Baltassar Serra Manca, di averla sentita esprimere particolari idee e convinzioni riguardo al sacramento della confessione. Secondo queste, i peccati di hecizerìa non dovrebbero essere confessati al sacerdote, in quanto sarebbe sufficiente confessarli dentro un buco nel pavimento davanti all’altare della chiesa o in casa sotto il lenzuolo. Fu quindi avviata una prima istruttoria il 19 settembre del 1596 e, il 25 dello stesso mese, furono ascoltati i primi testimoni: Domenica Carta Oggiano, Giacomina Enna e Giacomina Zidda. Queste accusano Julia di stregoneria, di lanciare maledizioni e sortilegi e di svolgere pratiche curative ricorrendo a suffumigi, unguenti di carattere magico e amuleti.

## L'arresto e i due processi

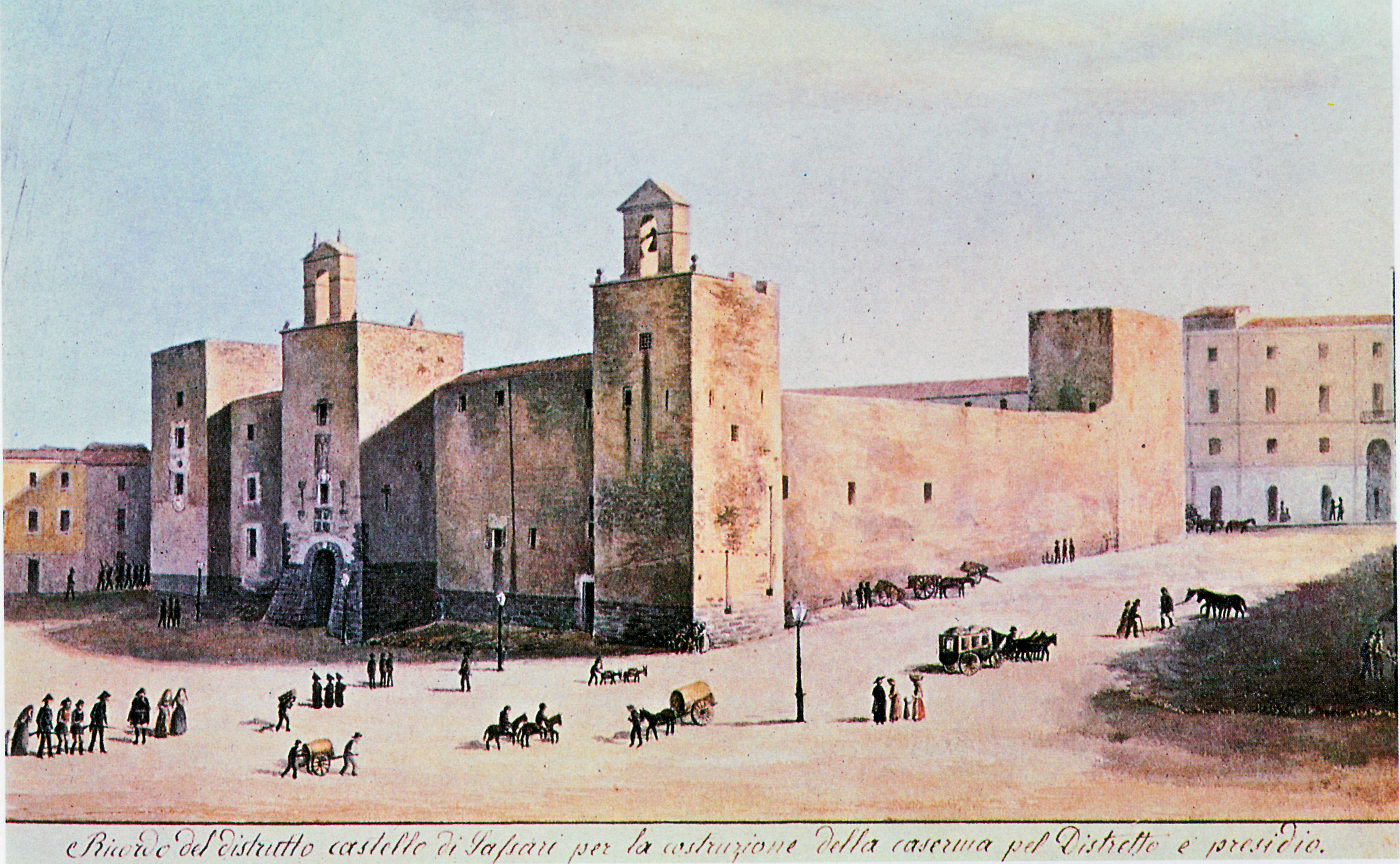
Il Castello aragonese di Sassari

Il 18 ottobre 1596, venne arrestata a Mores, a casa dei genitori, luogo nel quale era temporaneamente nascosta, e condotta a casa dei familiares del paese. Venne poi portata nelle carceri del Santo Officio, nel castello aragonese di Sassari, ed ebbe inizio la sua storia processuale articolata in due processi, in un arco di tempo che va dall’autunno del 1596 fino al 1606. L'inizio del processo è costituito dalle tre moniciones di rito, nelle quali Julia venne invitata a confessare. Durante la prima fase del processo, Julia negò ogni accusa, motivo per il quale la Consulta di Fede decise di sottoporla a tortura il 22 aprile del 1597. Il persistere del suo atteggiamento fece sospendere la tortura, ma la svolta del processo avvenne dal mese di agosto in poi, quando Julia confessò di aver praticato alcune pratiche magiche e di aver avuto dei contatti con il demonio. Il 6 ottobre dello stesso anno, l'inquisitore Pedro de Axpe emise la sentenza dichiarandola colpevole di eresia e, dieci giorni dopo, Julia fece pubblica abiura presso la Chiesa di Santa Caterina di Sassari parlando in lingua sarda e indossando il sambenito
Nei sette anni successivi Julia prese residenza a Siligo, e l'8 luglio del 1604 venne emesso un nuovo ordine di arresto che venne eseguito tre giorni dopo. Seguiranno una trentina di udienze fino al 12 febbraio 1605 quando Julia venne dichiarata eretica formale, apostata della fede e idolatra del demonio. Le carte processuali non consentono di stabilire quale fu la condanna definitiva, ma secondo altre fonti Julia scampò al rogo e venne condannata ad indossare il sambenito per il resto della sua vita.
La data e il luogo di morte sono sconosciute.